# Partido da Cruz Flechada
O Partido da Cruz Flechada (em húngaro: Nyilaskeresztes Párt – Hungarista Mozgalom, lit.  "Partido da Cruz Flechada – Movimento Hungarista", abreviado NYKP) foi um partido ultranacionalista húngaro de extrema-direita liderado por Ferenc Szálasi, que formou um governo na Hungria, chamado de Governo de Unidade Nacional. Eles estiveram no poder de 15 de outubro de 1944 a 28 de março de 1945. Durante o seu curto governo, dez a quinze mil civis foram assassinados, incluindo muitos judeus e ciganos, e 80.000 pessoas foram deportadas da Hungria para campos de concentração na Áustria. Após a guerra, Szálasi e outros líderes da Cruz Flechada foram julgados como criminosos de guerra por tribunais húngaros.

## Formação
O partido foi fundado por Ferenc Szálasi em 1935 como Partido da Vontade Nacional. Teve origem na filosofia política de extremistas pró-alemães como Gyula Gömbös, que cunhou o termo "nacional-socialismo" na década de 1920. O partido foi proibido em 1937, mas foi reconstituído em 1939 como o Partido da Cruz Flechada, e foi modelado de forma bastante explícita no Partido Nazista da Alemanha, embora Szálasi frequentemente criticasse duramente o regime nazista da Alemanha.

## Emblema e simbolismo
A iconografia do partido foi claramente inspirada na dos nazistas.
O emblema Nyilaskereszt ("cruz de flecha") era considerado um símbolo das tribos magiares que, a partir do final do século IX, conquistaram e se estabeleceram no que se tornaria a Hungria. Ao emular o papel central da suástica na ideologia nazista, a cruz de flecha também aludiu à alegada pureza racial dos magiares, da mesma forma que a suástica pretendia aludir à alegada pureza racial dos alemães.
O símbolo da cruz de flecha tinha outras implicações ideológicas, incluindo o desejo de anular o Tratado de Trianon e expandir o estado húngaro em todas as direções cardeais, até as fronteiras do antigo Reino da Hungria.

## Ideologia

O partido propôs no início da década de 1940 substituir a bandeira nacional húngara pelas listras históricas de Arpades, em oposição à influência liberal da Revolução Francesa que inspirou o tricolor vermelho-branco-verde da Revolução Húngara de 1848.

A ideologia do partido era semelhante à do nazismo e do fascismo e combinava aspectos dessas ideologias com o turanismo húngaro, formando uma ideologia que Ferenc Szálasi chamou de "hungarismo". Combinava nacionalismo, promoção da agricultura, anticapitalismo, anticomunismo e um tipo especial de antissemitismo, chamado a-semitismo. Em uma série de quatro livros sobre o húngaro, Szálasi distinguiu o a-ssemitismo, que defendia uma sociedade completamente ausente de judeus, do antissemitismo, que, segundo ele, permitiria nominalmente que os judeus existissem em uma sociedade específica com direitos limitados. Ele argumentou que o a-ssemitismo não se opunha à existência dos judeus em si, mas considerava a existência deles incompatível com a sociedade europeia. Szálasi estendeu este argumento aos árabes e também o estendeu a toda a "raça semítica". O partido e seu líder originalmente se opuseram às ambições geopolíticas alemãs, então Hitler demorou a aceitar o co-nacionalismo de Szálasi, o apoio a movimentos nacionalistas dentro de seus territórios históricos e esferas de influência com base em evidências históricas de domínio cultural. Este conceito foi mal compreendido pelos alemães porque combinava nacionalismo e internacionalismo, a cooperação de movimentos nacionalistas. Consequentemente, o partido julgou os judeus em termos raciais e religiosos. Acreditava-se que os judeus eram incapazes de se integrar em qualquer sociedade que estivesse fora do lugar e da cultura de suas origens históricas. Embora o Partido da Cruz Flechada fosse certamente muito mais racista do que o regime de Horthy, ele diferia do Partido Nazista Alemão. Foi também mais radical economicamente do que outros movimentos fascistas e defendeu alguns direitos dos trabalhadores e reformas agrárias.

## Ascensão ao poder

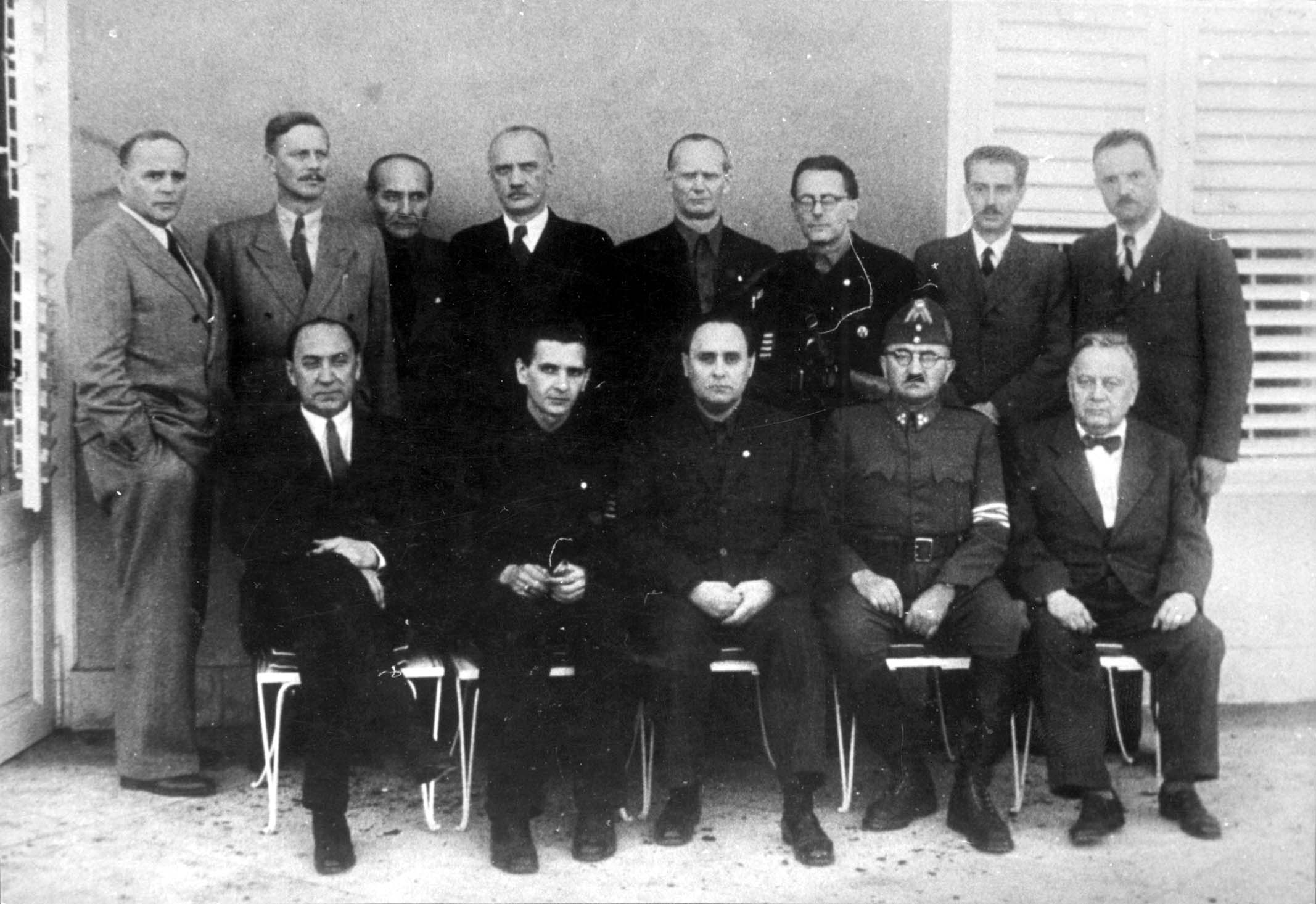
Ministros do Governo do Partido da Cruz Flechada. Ferenc Szálasi está no meio da primeira fila.

As raízes da influência da Cruz Flechada podem ser rastreadas até o antissemitismo que se seguiu ao golpe comunista, à criação da República Soviética Húngara e ao Terror Vermelho durante a primavera e o verão de 1919. A maioria dos líderes comunistas era de famílias judias, como Tibor Szamuely. Béla Kun, o líder da República e instigador do Terror, tinha um pai judeu secular e uma mãe que, apesar de ter se convertido à Igreja Reformada da Hungria, ainda era vista como judia. Muitos escritores anti-semitas antes da Segunda Guerra Mundial, como Leon de Poncins, usaram esse fato para propagar a teoria da conspiração judaico-maçônica.
As políticas da República Soviética Húngara foram consideradas por alguns anticomunistas como parte de uma "conspiração judaico-bolchevique".
Depois que a República Soviética foi derrubada em agosto de 1919, autoritários conservadores sob a liderança do Almirante Miklós Horthy tomaram o controle. Muitos oficiais militares húngaros participaram nas contra-represálias conhecidas como Terror Branco — algumas das quais foram dirigidas aos judeus. Embora a Guarda Branca tenha sido oficialmente suprimida, muitos de seus membros mais importantes passaram à clandestinidade e formaram o núcleo de um movimento nacionalista antissemita em expansão.
Durante a década de 1930, a Cruz Flechada começou a dominar os bairros da classe trabalhadora de Budapeste, derrotando os sociais-democratas. Os sociais-democratas não disputaram as eleições de forma eficaz e foram forçados a fazer um pacto com o regime conservador de Horthy para impedir sua abolição. A Cruz Flechada recrutava entre os membros mais pobres da sociedade, incluindo os desempregados crónicos, os alcoólicos, os ex-presidiários, os prisioneiros, os violadores e os sem instrução. Mais tarde, esses membros cometeram alguns dos crimes mais brutais contra judeus, intelectuais, socialistas e outros civis.
A Cruz Flechada subscreveu a ideologia nazista das "raças superiores", que, na opinião de Szálasi, incluía os húngaros e os alemães, e também apoiava o conceito de uma ordem baseada no poder do mais forte — o que Szálasi chamou de "estatismo brutalmente realista”. Mas sua defesa de reivindicações territoriais sob a bandeira de uma "Grande Hungria" e dos valores húngaros ("Hungarizmus" ou "hungarismo") colidiu com as ambições nazistas, atrasando o apoio de Hitler ao partido por vários anos.
Em vez disso, o Ministério das Relações Exteriores da Alemanha apoiou o Partido Nacional Socialista Húngaro, pró-alemão, que tinha alguns apoiadores entre os alemães étnicos. Antes da Segunda Guerra Mundial, a Cruz Flechada não era defensora do antissemitismo racial dos nazistas, mas utilizava estereótipos e preconceitos tradicionais para ganhar votos entre os eleitores de Budapeste e do interior. No entanto, as constantes disputas entre esses diversos grupos fascistas impediram que o Partido da Cruz Flechada ganhasse mais apoio e poder.
A Cruz Flechada obteve a maior parte de seu apoio de uma coalizão heterogênea de oficiais militares, soldados, nacionalistas e trabalhadores agrícolas. Era apenas uma das várias facções fascistas semelhantes na Hungria, mas era de longe a mais proeminente, devido ao recrutamento eficaz. Na única eleição em que participou, em maio de 1939, o partido obteve 15% dos votos e 29 cadeiras no Parlamento Húngaro, mas isso foi apenas superficialmente impressionante, já que a maioria dos húngaros não tinha permissão para votar. Tornou-se um dos partidos mais poderosos da Hungria, mas a liderança de Horthy proibiu a Cruz Flechada no início da Segunda Guerra Mundial, forçando-a a operar clandestinamente.
Em 1944, a sorte do Partido da Cruz Flechada mudou abruptamente quando Hitler perdeu a paciência com a relutância de Horthy e de seu primeiro-ministro moderado Miklós Kállay em seguir totalmente a linha nazista. Em março de 1944, os alemães invadiram e ocuparam a Hungria, o que resultou na fuga de Kállay e na nomeação de um representante nazista, Döme Sztójay, que rapidamente legalizou a Cruz Flechada.
Durante a primavera e o verão de 1944, mais de 400.000 judeus foram levados para guetos centralizados e depois deportados do interior da Hungria para campos de extermínio pelos nazistas, com a assistência entusiasmada do Ministério do Interior húngaro e sua gendarmaria (a csendőrség), ambos com membros intimamente ligados à Cruz Flechada. Os judeus de Budapeste foram forçados a viver nas Casas Estrela Amarela, cerca de 2.000 mini-guetos de um único edifício identificados por uma Estrela de David amarela na entrada.:578 Em agosto de 1944, antes do início das deportações de Budapeste, Horthy usou a influência que lhe restava para detê-las e expulsar os antissemitas radicais de seu governo.
À medida que o verão avançava, e com os exércitos Aliados e Soviéticos se aproximando da Europa Central, a capacidade dos nazistas de dedicar recursos à "Solução Judaica" da Hungria diminuiu, mas eles ainda realizaram muitos massacres. Os judeus eram frequentemente detidos nas ruas pelos homens da Cruz Flechada, e seu procedimento padrão era tirar as crianças dos pais e depois matar ou espancar qualquer pai ou criança que protestasse. A Cruz Flechada organizou repetidamente assassinatos em massa perto do Danúbio, atirando nas pessoas na cabeça, com os corpos caindo no rio. Para economizar balas, seu método favorito era amarrar a cintura de três pessoas com arame e atirar apenas na pessoa do meio, que cairia para a frente no rio, afogando as outras duas enquanto o peso do bosque as arrastava para o fundo do Danúbio. Estimou-se que durante o outono de 1944 não havia mais de 4.000 membros da Cruz Flechada em Budapeste, mas apesar disso eles foram capazes de aterrorizar a população de um milhão de habitantes da cidade. Seus métodos acabaram se tornando repugnantes até mesmo para os militares alemães, cujo comandante, o general Karl Pfeffer-Wildenbruch, ordenou que suas tropas não participassem dos assassinatos. Por outro lado, o enviado alemão à Hungria, Edmund Veesenmayer, recebeu ordens de Berlim para fornecer toda a assistência possível à Cruz Flechada na matança de judeus. Por fim, Szálasi ficou preocupado com a impressão que diplomatas neutros estavam formando sobre seu governo e ordenou que os assassinatos fossem realizados com mais discrição. O comissário nacional da polícia do país, Pál Hódosy, concordou: "O problema não é que os judeus estejam a ser assassinados... o problema é o método. Os corpos devem ser feitos desaparecer, não colocados nas ruas." Esta opinião foi partilhada pela parlamentar Károlyl Maróthy, que disse: "Algo deve ser feito para pôr fim ao estertor da morte que se ouve nas valas dia e noite... a população não deve poder vê-los morrer".

## Governo da Cruz de Flecha
Em outubro de 1944, Horthy negociou um cessar-fogo com os soviéticos e ordenou que as tropas húngaras deporem as armas. Em resposta, a Alemanha nazista lançou a secreta Operação Panzerfaust, que colocou Horthy em "custódia protetora" na Alemanha e o forçou a abdicar. Szálasi foi nomeado "Líder da Nação" e primeiro-ministro de um "Governo de Unidade Nacional" dominado pela Cruz Flechada no mesmo dia.
Nessa época, as forças soviéticas e romenas já haviam avançado profundamente no território húngaro. Como resultado, a autoridade do governo Szálasi ficou limitada a uma faixa cada vez mais estreita de território ao redor de Budapeste. Nesse contexto, o governo da Cruz Flechada foi curto e brutal. Em menos de três meses, seus esquadrões da morte mataram cerca de 38.000 judeus húngaros. Oficiais da Cruz Flechada ajudaram Adolf Eichmann a reiniciar as deportações das quais os judeus de Budapeste haviam sido poupados até então, enviando cerca de 80.000 judeus para fora da cidade em trabalhos forçados e muitos outros diretamente para campos de extermínio. Praticamente todos os homens judeus em idade de recrutamento já estavam servindo como escravos nos Batalhões de Trabalho Forçado do Exército Húngaro. A maioria morreu, incluindo muitos que foram assassinados quando regressavam a casa após o fim dos combates.
Tropas do Exército Vermelho chegaram aos arredores de Budapeste em dezembro de 1944, e o cerco à cidade começou. Os membros da Cruz Flechada e os alemães podem ter conspirado para destruir o gueto de Budapeste, mas qualquer evidência permanece contestada. Dias antes de fugir, o Ministro do Interior da Cruz Flechada, Gábor Vajna, ordenou que as ruas e praças com nomes de judeus fossem renomeadas.:586
À medida que o controle das instituições da cidade enfraquecia, a Cruz Flechada apontou suas armas para os alvos mais indefesos possíveis, incluindo pacientes nos dois hospitais judeus da cidade, na Rua Maros e na Praça Bethlen, mulheres e crianças restantes, e moradores do asilo judeu na Rua Alma. À medida que a ordem entrava em colapso, os membros da Cruz Flechada continuaram seus ataques aos judeus, de modo que a maioria dos judeus de Budapeste só foi salva pelos esforços heróicos de um punhado de líderes judeus e diplomatas estrangeiros, sendo os mais famosos o enviado especial da Suécia, Raoul Wallenberg, o Núncio Papal, Monsenhor Angelo Rotta, o Cônsul Suíço Carl Lutz, o Cônsul Espanhol Ángel Sanz Briz e o comerciante de gado italiano Giorgio Perlasca.:589
O governo da Cruz Flechada caiu efetivamente no final de janeiro de 1945, quando o Exército Soviético tomou Pest e as forças do Eixo recuaram através do Danúbio até Buda. Szálasi escapou de Budapeste em 11 de dezembro de 1944, levando consigo a coroa real húngara, enquanto os membros da Cruz Flechada e as forças alemãs continuaram a lutar em uma ação de retaguarda no extremo oeste da Hungria até o fim da guerra em abril de 1945.

## Pós-guerra

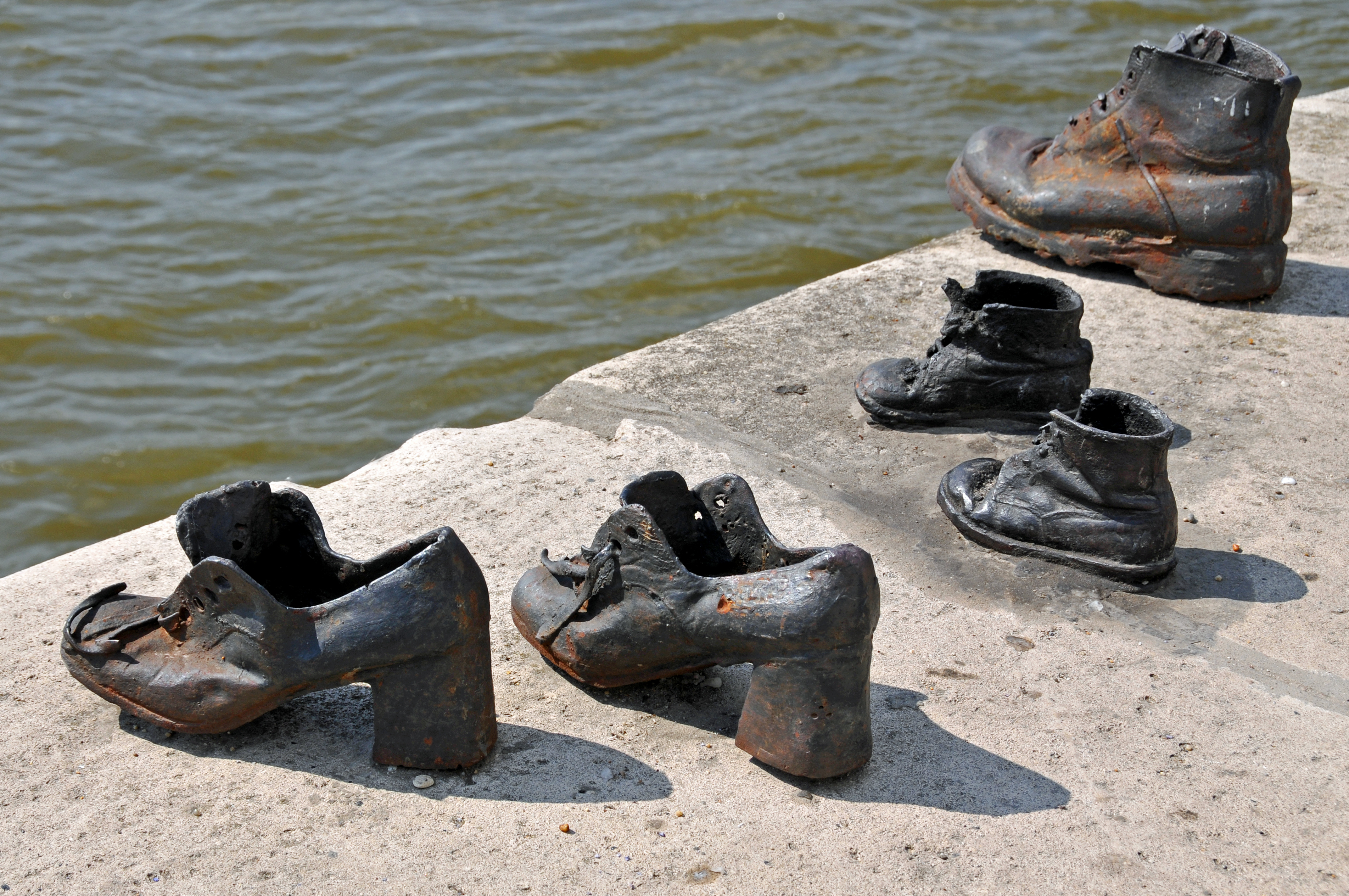
O memorial "Sapatos na Margem do Danúbio" em Budapeste, concebido pelo diretor de cinema Can Togay com o escultor hu para homenagear os judeus que foram assassinados pelos milicianos fascistas da Cruz Flechada em Budapeste durante a Segunda Guerra Mundial.

Após a guerra, muitos líderes da Cruz Flecha foram capturados e julgados por crimes de guerra e nada menos que 6.200 acusações de assassinato foram feitas contra homens da Cruz Flecha em apenas alguns meses.:587Alguns oficiais da Cruz Flechada foram executados, incluindo Szálasi.
Um memorial criado por Gyula Pauer [hu], escultor húngaro, e Can Togay em 2005 na margem do Rio Danúbio em Budapeste homenageia os judeus que foram fuzilados ali por milicianos da Cruz Flechada, entre 1944 e 1945. As vítimas foram obrigadas a tirar os sapatos, que foram posteriormente confiscados, e depois baleadas para que os seus corpos caíssem ao rio.
Em 2006, um antigo membro de alto escalão, Lajos Polgár, foi encontrado em Melbourne, Austrália. Ele morreu de causas naturais em julho daquele ano, depois que o processo por crimes de guerra contra ele foi arquivado.
Até certo ponto, a ideologia da Cruz Flechada ressurgiu nos últimos anos, com a Associação Húngara de Bem-Estar neofascista a destacar-se na revitalização do "Hungarizmus" de Szálasi através da sua revista mensal, Magyartudat ("Consciencialização Húngara"), mas o "Hungarismo" continua a ser um elemento marginal na política húngara moderna, e a Associação Húngara de Bem-Estar foi dissolvida.

## Resultados eleitorais

### Assembleia Nacional
| Eleição | Votos   | Votos | Votos | Assentos | Assentos | Classificação                                                                 | Governo        | Líder |
| Eleição | #       | %     | ±pp   | #        | +/−      | Classificação                                                                 | Governo        | Líder |
| ------- | ------- | ----- | ----- | -------- | -------- | ----------------------------------------------------------------------------- | -------------- | ----- |
| 1939    | 530,405 | 14.4% | 14.4  | 29 / 260 | 29       | style="background: #ffdddd; text-align: center;" class="table-no2" \|Oposição | Ferenc Szálasi |       |